# Дэвид, Рэйчел
Рэйчел Дэвид (англ. Rachel David, род. 4 января 1996) — индийская актриса, работающая в киноиндустрии малаялам и каннада. Она известна своей ролью в Love Mocktail 2. Она дебютировала в малаяламском фильме 2019 года Irupathiyonnaam Noottaandu вместе с Пранавом Моханлалом.

## Личная жизнь
Рэйчел родилась 4 января 1996 года в Бангалоре, штат Карнатака. Она училась в школе Bishop Cotton Girls в Бангалоре. Она также закончила предуниверситетское обучение в колледже Христа и продолжила обучение по программе бакалавра делового управления в Коммерческом колледже Святого Иосифа. Она поселилась в Бангалоре.

## Карьера
Она начала свою карьеру в киноиндустрии в 2019 году с фильма Irupathiyonnaam Noottaandu в роли Заи, героини фильма, вместе с Пранавом Моханлалом. В том же году она появилась в главной роли в фильме Oronnonnara Pranayakadha. Рэйчел дебютировала в кино на языке каннада в фильме «Коктейль любви-2» Кришны в 2021 году. Хотя она известна как Зая Дэвид, её официальное и сценическое имя — Рэйчел Дэвид.

## Фильмография
| Год  | Фильм                                | Роль          | Язык       | Прим.                            | Ист.          |
| ---- | ------------------------------------ | ------------- | ---------- | -------------------------------- | ------------- |
| 2019 | Irupathiyonnaam Noottaandu           | Зая           | малаялам   | Дебют на малаялам                |               |
| 2019 | Oronnonnara Pranayakadha             | Амина         | малаялам   |                                  |               |
| 2021 | Каавал                               | Рэйчел Энтони | малаялам   |                                  | [ 16 ] [ 17 ] |
| 2022 | Love Mocktail 2                      | Сихи          | каннада    | Дебют на каннада                 |               |
| 2022 | Walking Talking Strawberry Ice Cream |               | тамильский | Дебют на тамильском Пре-продакшн | [ 18 ]        |